# بورینگ (اورگن)
بورینگ (به انگلیسی: Boring) یک منطقهٔ مسکونی در ایالات متحده آمریکا است که در شهرستان کلاکاماس، اورگن واقع شده‌است. بورینگ ۷۷٫۷ کیلومتر مربع مساحت و ۷٬۷۶۲ نفر جمعیت دارد اين شهر به دليل نامش مشهور شد كه به معناى كسل كننده است.